# Barclay James Harvest
Barclay James Harvest (ook wel BJH) was een Britse rockband, opgericht in 1966. De muziek van de band wordt tot de progressieve rock gerekend. De band viel in 1998 uiteen in twee formaties die beide de naam Barclay James Harvest gebruikten.
In Nederland is de band vooral bekend met het nummer "Titles", dat op 20 december 1975 Troetelschijf werd  op Hilversum 3. Het haalde in de Nederlandse Top 40 begin 1976 de negende plaats en in de Nationale Hitparade de elfde plaats. De tekst van het nummer was opgebouwd uit de titels van bekende Beatles-liedjes. Met "Life is for living" haalde de groep vijf jaar later de 49e plaats in laatstgenoemde hitparade.

## Geschiedenis
BJH kwam voort uit twee in 1966 gefuseerde amateurbands en bestond uit John Lees (gitaar, zang), Les Holroyd (bas, gitaar, en zang), Stuart "Woolly" Wolstenholme ( toetsen) en Mel Pritchard (drums en percussie). In 1967 werd de naam Barclay James Harvest aangenomen. Een jaar later verscheen de eerste single, "Early morning".
Pas in 1970 verscheen de eerste, titelloze lp. Deze plaat bevat grotendeels psychedelische rock maar kent in het 11 minuten durende slotnummer "Dark now my sky" ook een eerste stap in de richting van de progressieve rock. De mellotron was dominant aanwezig. Op het album werd de band begeleid door een klassiek orkest, waarmee ook live werd opgetreden. Op de volgende albums sloeg de band verder de richting van de progressieve rock in, waarbij ook het orkest nog op drie albums aanwezig was.
In 1973 liet het label Harvest Records de band vallen. BJH kwam onder contract bij Polydor en had de langstlopende deal in de geschiedenis van Polydor. De eerste plaat bij Polydor was LIVE, een dubbelalbum dat als hoogtepunt uit de jaren zeventig van de band kan worden gezien.

Ook de opvolger Everyone is everybody else gooide hoge ogen. Op dit album staat "1974 Mining disaster", een bewerking van het Bee Gees-nummer, met in de tekst ook verwijzingen naar David Bowie.
De wat plechtstatig aandoende muziek leverde de band in de pers de spotnaam "Poor man's Moody Blues" op, een verwijzing naar de band die BJH volgens de critici zonder veel succes muzikaal zou proberen te benaderen. BJH reageerde in 1977 op de kritiek door de spotnaam als titel te gebruiken voor een nummer dat duidelijk op "Nights in white satin" was geënt.
Nadat Wolstenholme in 1979 de band wegens muzikale meningsverschillen had verlaten werd een meer AOR-gerichte muzikale koers ingeslagen, die hopelijk voor succes in de hitparade zou zorgen. Het leverde de band vooral in Duitsland een enorme populariteit op, waarbij een massaal bezocht optreden in Oost-Berlijn in 1987 als hoogtepunt geldt. Na een tournee in 1997 en het floppen van River of dreams werd een rustperiode ingelast.
In 1998 bleek dat het tot een permanente breuk was gekomen. Lees wilde de BJH- traditie voortzetten terwijl Holroyd verder wilde met 'nieuwere' muziek. Vanwege de rechten kwamen er twee groepen, die allebei de oorspronkelijke naam nog droegen: Barclay James Harvest through the eyes of John Lees (in 2005 werd de naam gewijzigd in John Lees's BJH) en Barclay James Harvest featuring Les Holroyd. Mel Pritchard besloot verder te gaan met Les Holroyd, terwijl Lees na 20 jaar werd herenigd met Woolly Wolstenholme.
Pritchard overleed in 2004. Wolstenholme maakte ook solo-albums, todat hij op 13 december 2010 een eind aan zijn leven maakte.
In 2002 werden geremasterde versies van de Harvest Records-albums uitgegeven. Rond dezelfde tijd werd een dubbel-cd uitgegeven met BBC-opnames uit 1972.

## Discografie

### Barclay James Harvest 1970-1997
- Barclay James Harvest 1970
- Once again 1971
- Barclay James Harvest and other short stories 1971
- Baby James Harvest 1972
- Everyone is everybody else 1974
- Barclay James Harvest Live 1974 (livealbum)
- Time honoured ghosts 1975
- Octoberon 1976
- Gone to earth 1977
- Live tapes (live) 1977
- XII 1978
- Eyes of the universe 1979
- Turn of the tide 1981
- Berlin - A concert for the people 1982 (livealbum)
- Ring of changes 1983
- Victims of circumstance 1984
- Face to face 1987
- Glasnost 1988 (livealbum)
- Welcome to the show 1990
- Caught in the light 1993
- River of dreams 1997
- ...BBC in concert (2002) (livealbum)
- After the Day (BBC-opnamen uit 1974-1976) (2008) (livealbum)

### Barclay James Harvest-compilaties
- Early morning onwards (1972)
- The Best of Barclay James Harvest (1977)
- The Best of Barclay James Harvest, Volume 2 (1979)
- Mockingbird the early years (1980)
- The Best of Barclay James Harvest, Volume 3 (1981)
- The compact story of BJH (1985)
- Another arable parable (1987)
- Alone we fly (1990)
- The harvest years (1991)
- Best of Barclay James Harvest (1991)
- The Best of Barclay James Harvest (1992)
- Sorcerers and Keepers (1993)
- Endless dream (1996)
- The Best of Barclay James Harvest (1997)
- Mocking bird (1997)
- Master series (1999)
- The collection (2000)
- Mockingbird (2001)
- Mocking Bird - The Best of Barclay James Harvest (2001)
- All is safely gathered in (2005)
- Sea of tranquility: The Polydor years 1974–1997 (2009)
- Taking some time on: The Parlophone-Harvest Years (1968–73) (2011)
- Child of the universe: The essential collection (2013)
- Titles: The best of Barclay James Harvest (2013)

### BJH Through the Eyes of John Lees
- Nexus (1999)
- North (2013)

### John Lees's Barclay James Harvest
- LEGACY - Live at the Shepherds Bush Empire, London 2006, 2007
- High Voltage - Recorded live July 23rd 2011, 2011
- The 50th anniversary concert

### BJH met Les Holroyd
- BJH featuring Les Holroyd - Revolution Days, 2002
- Live in Bonn, 2003
- "On the Road" dvd 2004
- Classic Meets Rock, 2007

### NPO Radio 2 Top 2000
| Nummer met noteringen in de NPO Radio 2 Top 2000 | '99 | '00 | '01 | '02 | '03 | '04  | '05  | '06  | '07  | '08  | '09  | '10  | '11  | '12  | '13  | '14  |
| ------------------------------------------------ | --- | --- | --- | --- | --- | ---- | ---- | ---- | ---- | ---- | ---- | ---- | ---- | ---- | ---- | ---- |
| Titles                                           | 934 | 525 | 536 | 805 | 932 | 1130 | 1385 | 1833 | 1208 | 1232 | 1882 | 1814 | 1980 | 1858 | 1936 | 1997 |

1. ↑  Een vetgedrukt getal geeft de hoogste notering aan.
2. ↑  Deze tabel is bijgewerkt tot en met de meest recente editie (2024).